# Wacharapong Somcit
Wacharapong Somcit (Bangkok, Tailandia; 21 de agosto de 1975 – Bangkok, Tailandia; 1998) fue un futbolista de Tailandia que jugó en la posición de guardameta.

## Carrera

### Club
Jugó toda su carrera con el Bangkok Bank FC de 1995 a 1997.

### Selección nacional
Jugó para Tailandia en 41 ocasiones de 1993 a 1998, ganó tres veces la medalla de oro en los Juegos del Sudeste Asiático, participó en los Juegos Asiáticos de 1994 y la Copa Asiática 1996.

## Muerte
Somcit falleció en Bangkok en 1998 de cáncer colorrectal.

## Logros
- Juegos del Sudeste Asiático: 3

1993, 1995, 1997